# Guillem I de Montcada
Guillem I de Montcada o Guillem de Muntanyola o de Vacarisses, noble català que tenia com a feu el castell de Montcada. Probablement va ser el primer Senyor de Vacarisses. Apareix documentat ja el 1002. Germà de Ramon, ardiaca de Vic, i del magnat Bernat Sunifred, era fill d'un Sunifred que sembla poder-se identificar amb el vescomte Sunifred I, vescomte de Girona, propietari del Castell de Malla, germà de Sisemund d'Oló, propietari del Castell d'Oló. Residia al Castell de Muntanyola, on fou jurat el testament de la seva mare (1033). Els seus fills Ramon (I), Bernat, ardiaca de Barcelona, i Renard de Sarroca, que inicià la família dels La Roca o Sarroca, senyors del castell de la Roca del Vallès. Guillem va morir l'any 1039-1040.